# Stazione meteorologica di Campliccioli
La stazione meteorologica di Campliccioli è la stazione meteorologica di riferimento relativa all'area dell'omonimo lago nel territorio comunale di Antrona Schieranco.

## Coordinate geografiche
La stazione meteorologica si trova nell'Italia nord-occidentale, in Piemonte, nella provincia del Verbano-Cusio-Ossola, nel comune di Antrona Schieranco, presso il Lago di Campliccioli, a 1.310 metri s.l.m. e alle coordinate geografiche 46°03′N 8°04′E.

## Dati climatologici
In base alla media trentennale di riferimento 1961-1990, la temperatura media del mese più freddo, gennaio, si attesta a -2,0 °C; quella del mese più caldo, luglio, è di +15,9 °C .
| Campliccioli       | Mesi | Mesi | Mesi | Mesi | Mesi | Mesi | Mesi | Mesi | Mesi | Mesi | Mesi | Mesi | Stagioni | Stagioni | Stagioni | Stagioni | Anno |
| Campliccioli       | Gen  | Feb  | Mar  | Apr  | Mag  | Giu  | Lug  | Ago  | Set  | Ott  | Nov  | Dic  | Inv      | Pri      | Est      | Aut      | Anno |
| ------------------ | ---- | ---- | ---- | ---- | ---- | ---- | ---- | ---- | ---- | ---- | ---- | ---- | -------- | -------- | -------- | -------- | ---- |
| T. max. media (°C) | 1,0  | 3,0  | 6,5  | 10,1 | 13,4 | 17,8 | 19,9 | 18,8 | 15,4 | 9,9  | 4,9  | 1,9  | 2,0      | 10,0     | 18,8     | 10,1     | 10,2 |
| T. min. media (°C) | −5,0 | −4,2 | −2,1 | 1,7  | 5,2  | 9,2  | 11,8 | 11,5 | 9,0  | 4,3  | 0,2  | −3,4 | −4,2     | 1,6      | 10,8     | 4,5      | 3,2  |